# 白鷗大学女子短期大学部
白鷗大学女子短期大学部（はくおうだいがくじょしたんきだいがくぶ、英語: Hakuoh University Women's Junior College）は、栃木県小山市大行寺1117に本部を置いていた日本の私立大学である。1974年に設置され、2006年に廃止された。大学の略称は白鷗短大。別系列だが、名称の似ている白鳳女子短期大学（奈良県）は現存する。

## 概要

### 大学全体
- 栃木県小山市に所在した日本の私立短期大学で、設置主体は学校法人白鷗大学[注釈 2]。
- 源流とされる足利裁縫女学校[注 5]の学園の祖である上岡た津によって開かれたのち1974年に学校法人足利学園による白鷗女子短期大学として開学されたことが始まりである[2]。当初は2学科体制だったが、学科増設により昼間部3学科・夜間部1学科さらに専攻科2専攻体制となる。
- 2003年度の入学生を最後に[注釈 3]、2006年に短期大学としての使命を終える[注釈 4]。

### 建学の精神（校訓・理念・学是）
- 詳細は右記資料を参照のこと[7]。

### 教育および研究
- 保育に関する専門教育が行われており、附属幼稚園での教育実習が執り行われていた。
- ほか、英語・経営の各学科における専門教育も行われていた。

### 学風および特色
- 栃木県の短大では唯一の夜間部が幼児教育科に設けられていた。
- 外国人留学生の受入れを行っていた。

## 沿革
- 1974年
  - 2月18日 左記を以て文部省[注 6]より短期大学の設置が認可される[注 7]。
  - 4月1日 白鷗女子短期大学（はくおうじょしたんきだいがく）が以下の学科体制にて開学[9]。
    - 英語科[注釈 5]
    - 幼児教育科[注釈 5]
- 1975年
  - 4月1日 幼児教育科の入学定員を50→100に増員[注 8]。
  - 5月1日 学生数[13]/定員
    - 英語科 118[注釈 6]/100
    - 幼児教育科 276[注釈 6]/150
- 1976年
  - 4月1日 以下の学科を増設する[注 9]。
    - 幼児教育科第二部 入学定員100名[注 10]

  - 5月1日 学生数[16]/定員
    - 英語科 128[注釈 6]/100
    - 幼児教育科
      - 第一部 337[注釈 6]/200
      - 第二部 47[注釈 6]/100
- 1977年
  - 5月1日 学生数[17]/定員
    - 英語科 132[注釈 6]/100
    - 幼児教育科
      - 第一部 368[注釈 6]/200
      - 第二部 130[注釈 6]/200
- 1978年
  - 5月1日 学生数[18]/定員
    - 英語科 149[注釈 6]/100
    - 幼児教育科
      - 第一部 373[注釈 6]/200
      - 第二部 272[注釈 6]/300
- 1980年
  - 4月1日 以下の学科を増設する[19]。
    - 経営科 入学定員100名

  - 5月1日 学生数[20]/定員
    - 英語科 150[注釈 6]/100
    - 幼児教育科
      - 第一部 338[注釈 6]/200
      - 第二部 313[注釈 6]/300

    - 経営科 134[注釈 6]/100
- 1981年
  - 5月1日 学生数[21]/定員
    - 英語科 156[注釈 6]/100
    - 幼児教育科
      - 第一部 295[注釈 6]/200
      - 第二部 231[注釈 7]/300

    - 経営科 274[注釈 6]/200
- 1982年
  - 1月16日 専攻科の設置が認められ、以下の課程を設ける[注 11]。
    - 幼児教育専攻 入学定員20名[注 12]
    - 経営専攻 入学定員20名
- 1985年
  - 5月1日 学生数[25]/定員
    - 英語科 138[注釈 6]/100
    - 幼児教育科
      - 第一部 278[注釈 6]/200
      - 第二部 89[注釈 8]/300

    - 経営科 373[注釈 6]/200
- 1986年
  - 4月1日 以下、入学定員増あり[注 13]。
    - 英語科 50→100
    - 経営科 100→200

  - 5月1日 学生数[31]/定員
    - 英語科 195[注釈 6]/150
    - 幼児教育科
      - 第一部 298[注釈 6]/200
      - 第二部 62[注釈 6]/300

    - 経営科 399[注釈 6]/300
- 1987年
  - 5月1日 学生数[32]/定員
    - 英語科 262[注釈 6]/200
    - 幼児教育科
      - 第一部 311[注釈 6]/200
      - 第二部 61[注釈 6]/300

    - 経営科 519[注釈 6]/400
- 1988年
  - 4月1日 幼児教育科第二部の入学定員を100→50に減員[注 14]。
  - 5月1日 学生数[38]/定員
    - 英語科 272[注釈 6]/200
    - 幼児教育科
      - 第一部 303[注釈 6]/200
      - 第二部 69[注釈 7]/250

    - 経営科 527[注釈 6]/400
- 1989年
  - 5月1日 学生数[39]/定員
    - 英語科 273[注釈 6]/200
    - 幼児教育科
      - 第一部 281[注釈 6]/200
      - 第二部 81[注釈 8]/200

    - 経営科 530[注釈 6]/400
- 1990年
  - 5月1日 学生数[40]/定員
    - 英語科 285[注釈 6]/200
    - 幼児教育科
      - 第一部 273[注釈 6]/200
      - 第二部 90[注釈 6]/150

    - 経営科 534[注釈 6]/400
- 1992年
  - 5月1日 学生数[注 15]/定員
    - 英語科 292[注釈 6]/200
    - 幼児教育科
      - 第一部 297[注釈 6]/200
      - 第二部 125[注釈 6]/150

    - 経営科 593[注釈 6]/400
- 1996年
  - 4月1日 白鷗大学女子短期大学部と改称[43]。
  - 5月1日 学生数[44]/定員
    - 英語科 245[注釈 6]/200
    - 幼児教育科
      - 第一部 251[注釈 6]/200
      - 第二部 172[注釈 6]/150

    - 経営科 507[注釈 6]/400
- 1999年
  - 5月1日 学生数[45]/定員
    - 英語科 221[注釈 6]/200
    - 幼児教育科
      - 第一部 255[注釈 6]/200
      - 第二部 162[注釈 6]/150

    - 経営科 449[注釈 6]/400
- 2000年
  - 4月1日
    - 以下、入学定員減あり[注 16]
      - 英語科 100→95
      - 経営科 200→190

    - 以下の学科については、この年度で学生募集を最終とする[注 17]。
      - 英語科[注 18]
- 2001年
  - 4月1日 経営科の入学定員を190→180に減員[注 19]。
- 2002年
  - 4月1日 経営科の入学定員を180→170に減員[注 20]。
- 2003年
  - 4月1日  経営科の入学定員を170→160に減員[注 21]。
    - この年度で短期大学としての学生募集を最終とする[注釈 3]。
- 2005年
  - 4月1日 以下の学科・専攻については左記をもって正式に廃止とする[注釈 2]。
    - 幼児教育科第一部
    - 経営科
- 2006年
  - 9月12日 左記をもって正式に廃止となる[注釈 4]。

## 基礎データ

### 所在地
- 栃木県小山市大行寺1117[注釈 1]

### 象徴
- 白鷗大学女子短期大学部のカレッジマークは右記資料を参照のこと[注 22]

## 教育および研究

### 組織

#### 学科
- 英語科 入学定員95名[注 23]
- 幼児教育科
  - 第一部 入学定員100名[注釈 9]
  - 第二部 入学定員50名[注釈 9]
- 経営科 入学定員160名[注釈 9]

#### 専攻科
- 幼児教育専攻 入学定員20名[59]
- 経営専攻 入学定員20名[60]

#### 別科
- なし

#### 取得資格について
- 中学校教諭二種免許状（英語）
  - 英語科[注 24]
- 保育士資格・幼稚園教諭二種免許状[注 25]
  - 幼児教育科
    - 第一部
    - 第二部

#### 附属機関
- 図書館

### 研究
- 『白鴎女子短大論集』[61]
- 『白鴎学生論集』[62]

## 学生生活

### 部活動・クラブ活動・サークル活動
- 白鷗大学女子短期大学部で活動していたクラブ活動
  - 体育系：硬式テニス・陸上競技・バスケットボール・弓道・スキーほか💛。
  - 文化系：オーケストラ・箏曲・茶道・混声合唱団・ESS・マンガ、アニメーション・ハンドベル・オペレッタ・フォークソングほか★。

### 学園祭
- 白鷗大学女子短期大学部の学園祭は「白鷗祭」と呼ばれていた[63]。

### スポーツ
- バスケットボール部が関東女子学生一部に昇格し、3位以上の成績を残したことがあり、強豪の筑波大学や東京女子体育大学などから勝ち星をあげて注目を浴びたことがある★。
- 陸上競技部は、関東大学女子駅伝や全日本大学女子駅伝選手権大会に出場し白鴎大学として最高順位9位の成績を収めたことがある★。

## 大学関係者と組織

### 大学関係者一覧
歴代学長
- 上岡一嘉
- 小山宙丸

## 施設

### キャンパス
- 短大独自の校舎として「短大本館」が置かれていた。

### 学生食堂
- 学内にあり。

### 寮
- 白鷗大学女子短期大学部には「ハクオウフラット」と呼ばれる学生寮があった。

## 対外関係

### 他大学との協定

#### アメリカ
- ペース大学
- ベイ・パス・カレッジ

### 系列校
- 白鷗大学
- 白鷗大学足利中学校・高等学校

## 社会との関わり
- ハンドベル部が東京ディズニーランドでのクリスマスコンサート等の演奏活動に参加していた。

## 卒業後の進路について

### 編入学･進学実績
- 系列の白鷗大学や短期大学部専攻科ほか宇都宮大学・埼玉大学・常磐大学･中央大学などがある[64]。

## 附属学校
- 白鷗大学女子短期大学部附属幼稚園

## 関連サイト
- 白鷗大学大学紹介